# Pasqual Verkamp
Pasqual Verkamp (* 13. Oktober 1997 in Stuttgart) ist ein deutsch-thailändischer Fußballspieler.

## Karriere
Verkamp lief in seiner Jugend für den FC Bayern Alzenau und den SV Darmstadt 98 auf und wechselte 2016 aus der U19 der Lilien zu Rot-Weiß Darmstadt in die Hessenliga. Hier verbrachte er die Spielzeit 2016/17 und kam auch bei der 2. Mannschaft in der Kreisliga zum Einsatz. Im Jahr darauf schloss er sich der SV Alemannia Haibach in der Landesliga Bayern an, die er ebenfalls nach einer Spielzeit (2017/18)  wieder verließ.
Von 2018 bis 2020 lief er für Viktoria Aschaffenburg in der Regionalliga Bayern auf. Hier kam Verkamp auf 46 Einsätze mit 13 Treffern und erreichte mit dem Club im Mai 2019 das Finale im Bayernpokal, wo man den Würzburger Kickers mit 0:3 unterlag. Zur Spielzeit 2020/21 wechselte er in die Regionalliga Nordost zum FC Carl Zeiss Jena. Direkt im August des Jahres konnte er mit dem Verein den Thüringer Landespokal gewinnen, bei dem 8:2-Erfolg gegen den FSV Martinroda steuerte er zwei Treffer sowie eine Vorlage bei. Durch diesen Sieg nahm er mit Jena am DFB-Pokal 2020/21 teil, wo Verkamp mit dem Club in der 1. Runde auf den SV Werder Bremen traf. Die Partie ging gegen den Bundesligisten mit 0:2 verloren, Verkamp kam in der 60. Minute für Theodor Bergmann auf den Platz.
Zur Saison 2021/22 schloss er sich dem FC Viktoria 1889 Berlin in der 3. Liga an. Für den Aufsteiger kam er auf 14 Drittligaeinsätze, stand nur 6-mal in der Startelf und blieb torlos. Am Saisonende stieg der Verein wieder in die Regionalliga Nordost ab und gewann den Berliner Landespokal. Zur Saison 2022/23 kehrte Verkamp zum FC Carl Zeiss Jena zurück und unterschrieb einen Vertrag bis zum 30. Juni 2024.
Seit Sommer 2024 steht er bei Jenas Ligakonkurrent 1. FC Lokomotive Leipzig unter Vertrag.

## Erfolge
- Berliner Landespokalsieger: 2022
- Thüringer Landespokalsieger: 2020, 2021 & 2023
- Sächsischer Landespokalsieger: 2025